# Troiano de Saintes
Troiano de Saintes (em latim: Trojanus Santonensis ou Trofianus ou Trophianus; em francês:  Troyen; m. c. 530) foi um bispo de Saintes, na Gália, no século VI. Ele foi mencionado em termos semi-lendários por Gregório de Tours. 
Ele é geralmente identificado como sendo o autor de uma carta ainda existente enviada a Eumério de Nantes e que foi publicada por Migne na Patrologia Latina (lxvii). Adicionalmente, é um santo católicos e sua festa é no dia 30 de novembro.